# أندريه ديفيس
أندريه ديفيس (بالإنجليزية: Andre M. Davis) (و. 1949 – م)هو محامي، وقاضي من الولايات المتحدة الأمريكية .

## التعليم
تعلم في جامعة بنسلفانيا.